# Коростино (Волгоградская область)
Коростино — село в Котовском районе Волгоградской области.
Является административным центром Сельского поселения Коростинского.
Расстояние до районного центра Котово по автодороге — 17 км к югу.

## Население
Динамика численности населения по годам:
| 1897 | 1911 |
| ---- | ---- |
| 1752 | 2014 |

| 2010 | 2012  | 2013  |
| ---- | ----- | ----- |
| 980  | ↗1168 | ↘1133 |